# Saison 6 d'Au-delà du réel : L'aventure continue
Chronologie
Saison 5 Saison 7
Cet article présente le guide des épisodes de la sixième saison de la série télévisée Au-delà du réel : L'aventure continue (The Outer Limits).

## Épisodes

### Épisode 1:Le Jugement dernier
- États-Unis : 21 janvier 2000
- France : 8 juin 2002

- Chris Elliott
- Ian Tracey
- Nicole Oliver
- Kevin McNulty

### Épisode 2:L'Arme
- États-Unis : 28 janvier 2000

- Stacy Keach
- Nancy Sorel
- Christian Bocher
- Eric Schneider
- Devin Douglas Drewitz
- Stephen Dimopoulos

### Épisode 3:Imposture fatale
- États-Unis : 4 février 2000
- France : 12 octobre 2002

- Antonio Sabàto, Jr.
- Christina Cox
- Deanna Milliga
- Adam Goldberg

### Épisode 4:Les Conquistadors
- États-Unis : 11 février 2000
- France : 7 septembre 2002

- Brad Johnson
- Michael Shanks
- Sarah Deakins
- Ty Olsson

### Épisode 5:Le Point de rupture
- États-Unis : 18 février 2000
- France : 22 juin 2002

- Laurie Holden : Susan McLaren

### Épisode 6:L'amour est aveugle
- États-Unis : 25 février 2000

### Épisode 7:Les Graines de la destruction
- États-Unis : 3 mars 2000
- France : 28 septembre 2002

### Épisode 8:Simon
- États-Unis : 10 mars 2000
- France : 5 octobre 2002

- Joel Grey
- Mikela J. Mikael
- Hiro Kanagawa

### Épisode 9:La Stase
- États-Unis : 14 avril 2000
- France : 26 octobre 2002

### Épisode 10:Les Pieds sur Terre
- États-Unis : 21 avril 2000
- France : 6 juillet 2002

### Épisode 11:Celle qui n'était pas née
- États-Unis : 28 avril 2000

- Laura Leighton
- Roberta Maxwell
- David Lovgren
- Gerry South

### Épisode 12:Vive la liberté
- États-Unis : 5 mai 2000

- Tate Donovan
- Victor Garber
- Gabrielle Miller
- Betty Phillips
- Stephen E. Miller
- Jack Klugman

### Épisode 13:Dépressurisation
- États-Unis : 30 juin 2000
- France : 29 juin 2002

- Bruce Boxleitner
- Michael Riley
- Suzy Joachim
- Michael Tomlinson
- Ken Tremblett
- Dale Wilson
- CCH Pounder

### Épisode 14:Abaddon
- États-Unis : 7 juillet 2000

- Keith David
- Maximilian Martini
- Jill Teed
- Byron Lucas
- Dion Luther
- Corbin Bernsen

### Épisode 15:Le Réseau
- États-Unis : 14 juillet 2000

Jessica Steen (Kathrine)
D.B. Sweeney (Scott Bowman)

### Épisode 16:Le Maître des illusions
- États-Unis : 21 juillet 2000
- France : 21 septembre 2002

- Gary Busey
- Peter Stebbings
- Margot Kidder
- Nicole Eggert

### Épisode 17:Gettysburg
- États-Unis : 28 juillet 2000

- Joshua Leonard
- Jonathan Scarfe
- Alex Diakun
- Aaron Pearl
- Ocean Hellman

### Épisode 18:Un certain Harry
- États-Unis : 4 août 2000

- Judd Nelson
- Garry Chalk
- Barbara Tyson
- Shaun Johnson
- Kaj-Erik Eriksen
- Larry Musser
- Joseph Gordon-Levitt

### Épisode 19:Zig zag
- États-Unis : 11 août 2000
- France : 2 novembre 2002

- Frank Whaley
- Leslie Hope
- David McNally
- JR Bourne
- Vincent Gale
- John Amos

### Épisode 20:Insectes polaires
- États-Unis : 18 août 2000
- France : 14 septembre 2002

### Épisode 21:L'Ultime Appel [1/2]
- États-Unis : 3 septembre 2000

- Amanda Plummer (Dr Theresa Givens)
- Cicely Tyson
- Swoosie Kurtz
- Kelly McGillis
- Robert Loggia
- Wallace Langham
- Michael Moriarty
- Hal Holbrook

### Épisode 22:L'Ultime Appel [2/2]
- États-Unis : 3 septembre 2000

Amanda Plummer (Dr Theresa Givens)